# Russell Brand
Russell Edward Brand (født 4. juni 1975) er en engelsk komiker, skuespiller, klummeskriver, sanger, forfatter og radio/tv-personlighed.

## Karriere
Russell Brand fik sit internationale gennembrud i filmen Forgetting Sarah Marshall.
Han er inspireret af Richard Pryor, Bill Hicks,Peter Cook, Lenny Bruce, Tony Hancock, Jack Kerouac og Stewart Lee
Tilnavnet Macabre de Coiffure stammer fra en quiz, hvor han var på hold med Noel Fielding. Her opstod der hurtigt en joke omkring en bobslæde (engelsk = "bob skeleton"), der ledte til, at Fielding blev døbt Bob Skeleton. Fielding foreslog at Bob Skeleton skulle lave et detektivfirma med speciale i det makabre og gotiske sammen med Brand, som han gav tilnavnet Macabre de Coiffure. Det fiktive firma blev døbt The Goth Detectives, da både Brand og Fielding er kendt for deres flamboyante og gotiske stil, der involverer sorte klæder, smykker, støvler med hæl og sort make-up.

## Privatliv
Han har tidligere været gift med sangerinden Katy Perry, men de blev skilt 16. juli 2012